# Планета сокровищ (мультфильм, 1982)
«Планета сокровищ» (болг. «Планетата на съкровищата») — болгарский анимационный фильм 1982 года режиссёра Румена Петкова по сценарию Бориса Ангелова и Йосифа Перца (по мотивам романа «Остров сокровищ» Роберта Льюиса Стивенсона). Музыка Бориса Карадимчева исполнена группой «Тангра». Фильм выполнен в комбинированной технике, совмещающей рисованную анимацию и перекладывание.
Первый болгарский полнометражный мультфильм. Идея Петкова перенести действие романа в космос оказала влияние на Антонио Маргерити, который в 1987 снял телесериал «Остров сокровищ в космосе», а в 2002 The Walt Disney Company выпустила мультфильм «Планета сокровищ».

## Сюжет
Космос. Останки космического корабля, погибшего от аннигиляции, затягивает чёрная дыра. Последний выживший — юный астронавт Филлип 7375 оказывается в прошлом, где вынужден заново пережить события, что привели к этому.
2577 год. Земля покрыта бетоном и асфальтом. Флора и фауна полностью исчезли. Филлип, возвращаясь из училища, сталкивается со старым космическим пиратом Билли Боунсом, который требует, чтобы мальчик непременно рассказывал, если кто-то будет спрашивать о Билли. Спустя некоторое время пират сталкивается со своим корабельным товарищем — био-роботом по прозвищу «Черный Пес». Тот требует от Билли карту сокровищ капитана Флинта, но Билли сопротивляется. Между ними происходит потасовка, в результате которой Чёрный пес вручает Билли Боунсу чёрную метку, после чего уходит. Билли Боунс передает карту сокровищ Филиппу, после чего погибает от чёрной метки.
Филипп спасается от пиратов в ангаре, после чего показывает карту Смоллету — капитану космического корабля «Испаньола». Капитан говорит Филиппу, что надо немедленно набрать команду. Вскоре на Испаньоллу приходят одноногий человек по имени Джон СуперСильвер и его люди. Они предлагают свои услуги в качестве добровольцев. Капитан Смоллет берет их, однако, их вид кажется подозрительным, и он решает держать ухо востро. (В действительности, это био-роботы, которые до этого пытались выведать у капитана, не видел ли он Филиппа, прикрываясь тем, что забрели не туда, и на самом деле им нужны стрижка, черничный пирог, кола со льдом, и книга «Остров Сокровищ».)
Проходит 4 года. «Испаньолла» держит путь к Планете сокровищ. По расчетам капитана Смоллета, «Испаньолла» должна достигнуть цели полета через 18 дней. Внезапно, корабль попадает в магнитную бурю, в результате чего отказывают системы корабля, а био-роботы начинают странно себя вести — петь пиратские песни и искать ром. В каюте Джона СуперСильвера Филипп становится свидетелем заговора. Оказывается, что Джон СуперСильвер хочет украсть сокровище капитана Флинта. По его словам, это сокровище гораздо ценнее золота и бриллиантов. Филипп хочет доложить капитану Смоллету о заговоре пиратов, но возникают непредвиденные обстоятельства: магнитная буря переносит корабль в XVII век. «Испаньола» превращается в деревянное судно, а Филипп становится Джимом Хокинсом. Скоро на экипаж нападают космические чудовища. По приказу капитана Смоллета экипаж замирает неподвижно, но чудовища нападают на Чёрного пса, подверженного сбою питания. Джим Хокинс нападает на чудовищ с кортиком и спасает биоробота. Скоро корабль покидает магнитную бурю, и все становится прежним. Чёрный пес благодарен Филиппу за спасение и обещает отплатить ему добром.
4 апреля 2581 года. «Испаньола» приземляется на Планете сокровищ. Филипп рассказывает капитану Смоллету о заговоре. Капитан решает не показывать пиратам, что им все известно. Когда Джон СуперСильвер спрашивает о целях путешествия, Смоллет говорит, что они проведут геологическое исследование. Сильвер не верит ему и отбирает карту, но её перехватывает Чико — роботизированный попугай пирата. Джон СуперСильвер и его биороботы гонятся за попугаем, но ему удается их обхитрить. Джон СуперСильвер открывает по птице огонь, и Чико вынужден отдать карту. Но оказывается, что это была лишь схема метро, а настоящая карта — у капитана Смоллета. Действия пиратов приводят к извержению вулкана. Кроме того, из лавы появляются огненные драконы. Джон СуперСильвер и его биороботы бегут к «Испаньоле» (при этом один из них не успевает и тонет в лаве). Капитан Смоллет стреляет в драконов из лазерных ускорителей. Когда это не срабатывает, капитан активирует невесомость вокруг корабля и драконы начинают беспомощно трепыхаться над поверхностью планеты. Джон СуперСильвер и попугай объясняют, что драконы созданы мощным компьютером Навуходоносором, который капитан Флинт оставил, чтобы охранять сокровища. Чтобы сделать компьютер послушным, экипаж Испаньолы исполняет хор Va, pensiero. С помощью Навуходоносора, Джон СуперСильвер берет Филиппа в плен и требует у капитана Смоллета настоящую карту в обмен на мальчика.
Капитану Смоллету удается спасти мальчика и обхитрить пиратов. Однако он теряет управление летательным аппаратом и терпит крушение у входа в подземелье. Филипп и капитан Смоллет, исследуя подземелье, сталкиваются с мертвецами, ведьмами и даже призраком капитана Флинта. Победив его, они находят сокровище, но выясняется, что Джон СуперСильвер добрался до него раньше. Пират сбегает, заперев Филиппа и капитана Смоллета в камере. Попугай Чико помогает им найти лазейку, но к тому времени как они выбираются, пираты угоняют «Испаньолу».
Проходит несколько дней. У Филиппа и капитана Смоллета кончается пища и они ожидают конца. Неожиданно, «Испаньола» вновь приземляется на планету. Оказывается, Чёрный пес не забыл о своем обещании. Заперев Джона СуперСильвера и остальных биороботов в камере, он забирает героев с планеты сокровищ.
«Заметь, что хоть Чёрный пес и не человек, но он не забывает тех, кто отнесся к нему, как к человеку.»
Филипп (при помощи закадрового голоса) объясняет, что Сокровище — это не золото или бриллианты, а не что иное, как Ковчег, в котором сохранены земные природные богатства, похищенные капитаном Флинтом. Внезапно, на корабле начинается пожар, вызванный тем, что «Испаньола» попала в анти-пространство. Джон СуперСильвер сбегает и стреляет в капитана Смоллета из бластера, но сам оказывается застрелен Филиппом. Остальные члены экипажа оказываются похоронены под горящими обломками. Умирая, капитан Смоллет говорит Филиппу сбежать на аварийной капсуле, но Филипп не сможет взять Ковчег, так как он весит 70 килограммов, в то время как капсула может выдержать только 80. Филлип, жертвуя собой, помещает Ковчег в капсулу и отправляет его на Землю, после чего оказывается затянут в чёрную дыру.
Достигнув поверхности, Ковчег взрывается, и природа возвращается на планету. (Среди животных можно увидеть Микки Мауса, а также Чоко и Боко — персонажей мультфильма той же студии)

## Создатели
- Авторы сценария: Борис Ангелов, Йосиф Перец
- Кинорежиссёр и художник-постановщик: Румен Петков
- Композитор: Борис Карадимчев
- Кинооператоры: Стойчо Джамбазов, Фёдор Арнаудов
- Звукооператор: Жени Парлапанова
- Художники-мультипликаторы: Н. Славова, Б. Канев, А. Ботушарова, Б. Крастев, И. Хаджитонев, П. Яндов, Соня Алексиева, Н. Цанев, Я. Кобарелов, Р. Терзиева, Д. Желязова, П. Чкалев, Д. Ранаджиева, Т. Цанев, Д. Виков
- Художники: Ивет Коюмджиева, Георгий Мутафчиев
- Монтажёры: Анета Христова, Ж. Киркова
- Ассистент режиссёра: Х. Аршинкова
- Редактор: В. Самуилов
- Директор съёмочной группы: Янаки Кицов

## Отзывы
Многие зрители считают фильм безумным, кошмарным, или просто странным